# Siphonandra
Siphonandra  (лат.) — род растений семейства Вересковые.

## Ареал
Вид Siphonandra elliptica встречается в Южной Америке в Перу.

## Виды
По данным The Plant List, род включает в себя один вид Siphonandra elliptica (Ruiz & Pav. ex G. Don) Klotzsch.